# جيران (مسلسل عربي)
جيران مسلسل كوميدي عربي مشترك صور عام 2017 في الإمارات العربية المتحدة

## قصة العمل
مجموعة شبان وشابات من جنسيات عربية مختلفة يتجاورون في بناء سكني في أبوظبي، ويروي العمل العلاقات اليومية بينهم إلى جانب الخلافات والتي قد تحدث بين الأفراد ممن يعيشون تحت سقف واحد.

## الممثلون
- سامية الجزائري  سوريا
- باسم ياخور  سوريا
- سميرة مقرون تونس
- أحمد الأحمد  سوريا
- ميرهان حسين  مصر
- عمرو عبد العزيز  مصر
- جنيد زين الدين  لبنان
- نورا العايق  سوريا
- ميرنا شلفون سوريا
- أيمن عبد السلام سوريا
- دانا مارديني سوريا
- محمد حداقي  سوريا
- معن عبد الحق  سوريا
- عمرو القاضي  مصر
- ستيفاني سالم لبنان
- جيسي عبدو لبنان